# Bruzdniczek mrówkojad
Bruzdniczek mrówkojad (Leptacinus formicetorum) – gatunek chrząszcza z rodziny kusakowatych i podrodziny kusaków. Występuje w palearktycznej Eurazji.

## Taksonomia
Gatunek ten opisany został po raz pierwszy w 1841 roku przez Johanna C.F. Märkela. Lokalizacją typową prawdopodobnie jest Sächsische Schweiz w Niemczech.

## Morfologia
Chrząszcz o wydłużonym, wąskim ciele długości od 2,8 do 3,5 mm. Głowa jest duża, o małych oczach, umieszczonych tuż przy ich krawędziach wewnętrznych, skierowanych ku środkowi czoła, ale go nieosiągających bruzdach czołowych zewnętrznych i smukłym z zaostrzonym szczytem ostatnim członie głaszczków szczękowych, umieszczona na cienkiej szyi. Częściej spotykana forma ma jasnobrunatne z poczerniałymi szczytami czułki, czarnobrunatne ze szczątkową mikrorzeźbą przedplecze, czarnobrunatne lub brunatne pokrywy oraz edeagus z krótkimi paramerami. Rzadziej spotykana jest forma mniejsza, cechująca się żółtymi czułkami, brunatnym i całkiem pozbawionym mikrorzeźby przedpleczem, jasnobrunatnymi pokrywami i edeagusem z długimi paramerami. U obu form długość podstawy edeagusa nie przekracza trzykrotności długości paramer.

## Ekologia i występowanie
Owad ten jest synechtrem i myrmekofagiem. Postacie dorosłe i larwy bytują w mrowiskach, gdzie polują na mrówki z gatunków mrówka łąkowa, mrówka rudnica, mrówka ćmawa i ozdobnica większa.
Gatunek palearktyczny. Znany jest z Wielkiej Brytanii, Hiszpanii, Francji, Belgii, Holandii, Niemiec, Szwajcarii, Austrii, Włoch, Danii, Szwecji, Norwegii, Finlandii, Estonii, Łotwy, Polski, Czech, Słowacji, Węgier, Ukrainy, Bułgarii, Słowenii, Chorwacji, Bośni i Hercegowiny, europejskiej i syberyjskiej części Rosji, Cypru i Kazachstanu. Na „Czerwonej liście gatunków zagrożonych Republiki Czeskiej” umieszczony jest jako gatunek bliski zagrożenia wymarciem (NT).